# Signal de Nivigne
Le signal de Nivigne est un sommet du massif du Jura culminant à 768 m d'altitude.

## Géographie

### Situation, topographie
Le signal de Nivigne fait partie du Revermont, dont il est le point culminant. À la limite de l'Ain et du Jura, il est à cheval sur les communes de Bourcia (côté jurassien) et de Pouillat (côté Ain). Tout près du sommet se trouve la grotte à l'Ours.

### Flore
Le sommet est boisé. Autour de celui-ci, on trouve des essences forestières comme le chêne, le hêtre, le merisier, l'érable, le tilleul, l'épicéa, ou encore le frêne.